# Risultati della Skyrunner World Series SkyRace
Risultati delle Skyrunner World Series di Skyrunning organizzate dalla ISF (International Skyrunning Federation).

## 2002
Skyrunner World Series races
| Gara                                    | Nazione     | Data         | Vincitore         | Vincitrice           |
| --------------------------------------- | ----------- | ------------ | ----------------- | -------------------- |
| X-Treme Marathon                        | Spagna      | 7 luglio     | Agustí Roc Amador | Carme Tort           |
| Barr Trail Mountain Race                | Stati Uniti | 14 luglio    | Paul Low          | Kelli Lusk           |
| Ville d'Aoste SkyRace                   | Italia      | 21 luglio    | Bruno Brunod      | Gloriana Pellissier  |
| Course de Sierre-Zinal                  | Svizzera    | 11 agosto    | Jonathan Wyatt    | Gudrun De Pay        |
| Trofeo Kima                             | Italia      | 25 agosto    | Giovanni Gianola  | Corinne Favre        |
| Val d'Isère Vertical Kilometer          | Francia     | 1º settembre | Marco De Gasperi  | Antonella Confortola |
| Mount Kinabalu International Climbathon | Malaysia    | 5-6 ottobre  | Agustí Roc Amador | Anna Pichrtova       |

Classifiche finali
La classifica finale del Campionato è effettuata sommando i quattro migliori punteggi ottenuti nelle gare del circuito mondiale. In caso di vittoria ex aequo il punteggio viene diviso e in caso di parità di punteggio nel circuito prevale chi ha ottenuto più vittorie.
| Classificato | Atleta            | punti |
| ------------ | ----------------- | ----- |
| 1            | Agustí Roc Amador | 360   |
| 2            | Bruno Brunod      | 332   |
| 3            | Jordi Martín      | 268   |

| Classificata | Atleta              | punti |
| ------------ | ------------------- | ----- |
| 1            | Corinne Favre       | 364   |
| 2            | Gloriana Pellissier | 320   |
| 3            | Carme Tort          | 306   |

## 2003
Skyrunner World Series races
| Gara                                    | Nazione     | Data        | Vincitore         | Vincitrice          |
| --------------------------------------- | ----------- | ----------- | ----------------- | ------------------- |
| Maratón Alpino Madrileño                | Spagna      | 15 giugno   | Agustí Roc Amador | Corinne Favre       |
| Maratona del Cielo 4 luglio             | Italia      | 6 luglio    | Mario Poletti     | Corinne Favre       |
| Val d'Isère Vertical Kilometer          | Francia     | 12 luglio   | Marco De Gasperi  | Corinne Favre       |
| Barr Trail Mountain Race                | Stati Uniti | 13 luglio   | Paul Low          | Kelli Lusk          |
| Course de Sierre-Zinal                  | Svizzera    | 10 agosto   | Jonathan Wyatt    | Tsigi Worku         |
| Cervinia SkyMarathon                    | Italia      | 7 settembre | Lucio Fregona     | Gisella Bendotti    |
| Mount Kinabalu International Climbathon | Malaysia    | 4-5 ottobre | Marco De Gasperi  | Kuilin Danny Gongot |

Classifiche finali
La classifica finale del Campionato è effettuata sommando i quattro migliori punteggi ottenuti nelle gare del circuito mondiale.
| Classificato | Atleta            | punti |
| ------------ | ----------------- | ----- |
| 1            | Agustí Roc Amador | 338   |
| 2            | Lucio Fregona     | 306   |
| 3            | Jean Pellissier   | 254   |

| Classificata | Atleta        | punti |
| ------------ | ------------- | ----- |
| 1            | Teresa Forn   | 310   |
| 2            | Anna Serra    | 306   |
| 3            | Corinne Favre | 300   |

## 2004
Skyrunner World Series races
| Gara                                          | Nazione           | Data      | Vincitore      | Vincitrice      |
| --------------------------------------------- | ----------------- | --------- | -------------- | --------------- |
| Maratòn Alpina Zegama-Aizkorri                | Spagna            | 23 maggio | Mario Poletti  | Anna Serra      |
| International SkyRace Valmalenco-Valposchiavo | Italia / Svizzera | 12 giugno | Dennis Brunod  | Emanuela Brizio |
| Maratona del Cielo 4 luglio                   | Italia            | 4 luglio  | Fabio Bonfanti | Emanuela Brizio |
| La 6000D                                      | Francia           | 31 luglio | Rob Jebb       | Corinne Favre   |
| Dolomites SkyRace                             | Italia            | 1º agosto | Fulvio Dapit   | Anna Serra      |
| Pikes Peak Marathon                           | Stati Uniti       | 22 agosto | Galen Burrell  | Erica Larson    |
| Mount Kinabalu International Climbathon       | Malaysia          | 3 ottobre | Bruno Brunod   | Anna Pichrtova  |

Classifiche finali
Il punteggio totale si ottiene sommando i 4 punteggi migliori. In caso di partecipazione a più gare nello stesso Stato si somma uno solo dei risultati. Se prima dell'ultima gara il titolo di campione o campionessa risulta matematicamente assegnato il punteggio dell'ultima gara viene raddoppiato per il vincitore/la vincitrice.
| Classificato | Atleta            | punti |
| ------------ | ----------------- | ----- |
| 1            | Agustí Roc Amador | 320   |
| 2            | Mario Poletti     | 318   |
| 3            | Marco Rusconi     | 268   |

| Classificata | Atleta                   | punti |
| ------------ | ------------------------ | ----- |
| 1            | Anna Serra               | 346   |
| 2            | Emanuela Brizio          | 336   |
| 3            | Ester Hernandez Casahuga | 308   |

## 2005
Skyrunner World Series races
| Gara                                          | Nazione           | Data         | Vincitore         | Vincitrice      |
| --------------------------------------------- | ----------------- | ------------ | ----------------- | --------------- |
| Maratòn Alpina Zegama-Aizkorri                | Spagna            | 29 maggio    | Rob Jebb          | Corinne Favre   |
| International SkyRace Valmalenco-Valposchiavo | Italia / Svizzera | 12 giugno    | Ricardo Mejía     | Emanuela Brizio |
| Dolomites SkyRace                             | Italia            | 24 luglio    | Michele Tavernaro | Corinne Favre   |
| La 6000D                                      | Francia           | 31 luglio    | Rob Jebb          | Corinne Favre   |
| Pikes Peak Marathon                           | Stati Uniti       | 21 agosto    | Fulvio Dapit      | Corinne Favre   |
| Sentiero delle Grigne                         | Italia            | 18 settembre | Dennis Brunod     | Corinne Favre   |
| Mount Kinabalu International Climbathon       | Malaysia          | 1-2 ottobre  | Ricardo Mejía     | Anna Pichrtova  |

Classifiche finali
Il punteggio totale si ottiene sommando i 4 punteggi migliori. Se prima dell'ultima gara il titolo di campione o campionessa risulta matematicamente assegnato il punteggio dell'ultima gara viene raddoppiato per il vincitore/la vincitrice.
| Classificato | Atleta       | punti |
| ------------ | ------------ | ----- |
| 1            | Rob Jebb     | 366   |
| 2            | Simon Booth  | 352   |
| 3            | Fulvio Dapit | 328   |

| Classificata | Atleta                   | punti |
| ------------ | ------------------------ | ----- |
| 1            | Corinne Favre            | 400   |
| 2            | Emanuela Brizio          | 354   |
| 3            | Ester Hernandez Casahuga | 302   |

## 2006
Skyrunner World Series races
| Gara                                          | Nazione           | Data         | Vincitore         | Vincitrice               |
| --------------------------------------------- | ----------------- | ------------ | ----------------- | ------------------------ |
| Buff SkyMarathon, Chico Hidalgo               | Messico           | 7 maggio     | Ricardo Mejía     | Monica Ardid             |
| Maratòn Alpina Zegama-Aizkorri                | Spagna            | 28 maggio    | Ricardo Mejía     | Angela Mudge             |
| International SkyRace Valmalenco-Valposchiavo | Italia / Svizzera | 11 giugno    | Helmut Schiessl   | Angela Mudge             |
| Mt Ontake SkyRace                             | Giappone          | 25 giugno    | Fulvio Dapit      | Angela Mudge             |
| Dolomites SkyRace                             | Italia            | 23 luglio    | Agustí Roc Amador | Angela Mudge             |
| Vallnord SkyRace                              | Andorra           | 3 settembre  | Ricardo Mejía     | Ester Hernandez Casahuga |
| Sentiero delle Grigne                         | Italia            | 17 settembre | Massimo Colombo   | Daniela Gilardi          |
| Mount Kinabalu International Climbathon       | Malaysia          | 30 settembre | Ricardo Mejía     | Anna Pichrtova           |

Classifiche finali
Il punteggio totale si ottiene sommando i 4 punteggi migliori. Se prima dell'ultima gara il titolo di campione o campionessa risulta matematicamente assegnato il punteggio dell'ultima gara viene raddoppiato per i primi 10 uomini e le prime 5 donne delle rispettive classifiche generali.
| Classificato | Atleta            | punti |
| ------------ | ----------------- | ----- |
| 1            | Ricardo Mejía     | 400   |
| 2            | Agustí Roc Amador | 342   |
| 3            | Fulvio Dapit      | 322   |

| Classificata | Atleta                   | punti |
| ------------ | ------------------------ | ----- |
| 1            | Angela Mudge             | 456   |
| 2            | Corinne Favre            | 408   |
| 3            | Ester Hernandez Casahuga | 394   |

## 2007
Skyrunner World Series races
| Gara                                    | Nazione  | Data         | Vincitore             | Vincitrice        |
| --------------------------------------- | -------- | ------------ | --------------------- | ----------------- |
| Maraton de Berga                        | Spagna   | 20 maggio    | Raul Garcia Castan    | Angela Mudge      |
| Maratona del Cielo 4 luglio             | Italia   | 1º luglio    | Andrew Symonds        | Corinne Favre     |
| Vallnord SkyRace                        | Andorra  | 22 luglio    | Kílian Jornet Burgada | Angela Mudge      |
| Dolomites SkyRace                       | Italia   | 29 luglio    | Mitja Kosovelj        | Angela Mudge      |
| Mount Kinabalu International Climbathon | Malaysia | 26 agosto    | Kílian Jornet Burgada | Monica Ardid      |
| Mt Ontake SkyRace                       | Giappone | 2 settembre  | Kílian Jornet Burgada | Stéphanie Jiménez |
| Maratòn Alpina Zegama-Aizkorri          | Spagna   | 23 settembre | Kílian Jornet Burgada | Corinne Favre     |

Classifiche finali
Il punteggio totale si ottiene sommando i 4 punteggi migliori. Il punteggio dell'ultima gara viene raddoppiato per i primi 10 uomini e le prime 5 donne delle rispettive classifiche generali.
| Classificato | Atleta                | punti |
| ------------ | --------------------- | ----- |
| 1            | Kílian Jornet Burgada | 500   |
| 2            | Raul Garcia Castan    | 432   |
| 3            | Tofol Castañer        | 390   |

| Classificata | Atleta            | punti |
| ------------ | ----------------- | ----- |
| 1            | Angela Mudge      | 476   |
| 2            | Corinne Favre     | 466   |
| 3            | Stéphanie Jiménez | 422   |

## 2008
Skyrunner World Series races
| Gara                                          | Nazione           | Data         | Vincitore                | Vincitrice      |
| --------------------------------------------- | ----------------- | ------------ | ------------------------ | --------------- |
| Maraton de Berga                              | Spagna            | 11 maggio    | Jessed Gispert Hernández | Corinne Favre   |
| International SkyRace Valmalenco-Valposchiavo | Italia / Svizzera | 8 giugno     | Kílian Jornet Burgada    | Angela Mudge    |
| Vallnord SkyRace                              | Andorra           | 29 giugno    | Kílian Jornet Burgada    | Rosa Madureira  |
| Mount Kinabalu International Climbathon       | Malaysia          | 24 agosto    | Agustí Roc Amador        | Corinne Favre   |
| The Ben Nevis Race                            | Regno Unito       | 6 settembre  | Agustí Roc Amador        | Angela Mudge    |
| Sentiero delle Grigne                         | Italia            | 21 settembre | Kílian Jornet Burgada    | Emanuela Brizio |

Classifiche finali
Il punteggio totale si ottiene sommando i 4 punteggi migliori. Il punteggio dell'ultima gara viene raddoppiato per i primi 10 uomini e le prime 5 donne delle rispettive classifiche generali.
| Classificato | Atleta                   | punti |
| ------------ | ------------------------ | ----- |
| 1            | Kílian Jornet Burgada    | 500   |
| 2            | Jessed Gispert Hernández | 422   |
| 3            | Agustí Roc Amador        | 414   |

| Classificata | Atleta         | punti |
| ------------ | -------------- | ----- |
| 1            | Corinne Favre  | 476   |
| 2            | Angela Mudge   | 444   |
| 3            | Rosa Madureira | 432   |

## 2009
Skyrunner World Series races
| Gara                                    | Nazione     | Data          | Vincitore             | Vincitrice        |
| --------------------------------------- | ----------- | ------------- | --------------------- | ----------------- |
| Cordillera Volcánica Central            | Costa Rica  | 18 aprile     | Ricardo Mejía         | Emanuela Brizio   |
| Maratòn Alpina Zegama-Aizkorri          | Spagna      | 24 maggio     | Ricky Lightfoot       | Emanuela Brizio   |
| Vallnord SkyRace                        | Andorra     | 28 giugno     | Kílian Jornet Burgada | Emanuela Brizio   |
| Giir di Mont SkyMarathon                | Italia      | 26 luglio     | Kílian Jornet Burgada | Stéphanie Jiménez |
| Pikes Peak Marathon                     | Stati Uniti | 16 agosto     | Matt Carpenter        | Anita Ortiz       |
| The Ben Nevis Race                      | Regno Unito | 25 settembre  | Rob Jebb              | Mireia Miró       |
| Mount Kinabalu International Climbathon | Malaysia    | 24-25 ottobre | Kílian Jornet Burgada | Emanuela Brizio   |

Classifiche finali
Il punteggio totale si ottiene sommando i 4 punteggi migliori. Il punteggio dell'ultima gara viene raddoppiato per i primi 10 uomini e le prime 5 donne delle rispettive classifiche generali.
| Classificato | Atleta                | punti |
| ------------ | --------------------- | ----- |
| 1            | Kílian Jornet Burgada | 468   |
| 2            | Tofol Castañer        | 390   |
| 3            | Ricky Lightfoot       | 366   |

| Classificata | Atleta            | punti |
| ------------ | ----------------- | ----- |
| 1            | Emanuela Brizio   | 500   |
| 2            | Mireia Miró       | 442   |
| 3            | Stéphanie Jiménez | 432   |

## 2010
Skyrunner World Series races
| Gara                                    | Nazione     | Data         | Vincitore             | Vincitrice      |
| --------------------------------------- | ----------- | ------------ | --------------------- | --------------- |
| Maratòn Alpina Zegama-Aizkorri          | Spagna      | 16 maggio    | Kílian Jornet Burgada | Emanuela Brizio |
| Chaberton Marathon                      | Francia     | 1º agosto    | Tofol Castañer        | Anna Frost      |
| Pikes Peak Marathon                     | Stati Uniti | 22 agosto    | Matt Carpenter        | Keri Nelson     |
| Sentiero delle Grigne                   | Italia      | 19 settembre | Miguel Ángel Heras    | Mireia Miró     |
| Mount Kinabalu International Climbathon | Malaysia    | 24 ottobre   | Marco De Gasperi      | Nuria Picas     |

Classifiche finali
Il punteggio totale si ottiene sommando i 4 punteggi migliori. Il punteggio dell'ultima gara viene raddoppiato per i primi 10 uomini e le prime 5 donne delle rispettive classifiche generali.
| Classificato | Atleta                   | punti |
| ------------ | ------------------------ | ----- |
| 1            | Tofol Castañer           | 348   |
| 2            | Jessed Gispert Hernández | 324   |
| 3            | Sebastian Sánchez        | 348   |

| Classificata | Atleta          | punti |
| ------------ | --------------- | ----- |
| 1            | Emanuela Brizio | 382   |
| 2            | Anna Frost      | 374   |
| 3            | Cecilia Mora    | 352   |

## 2011
Skyrunner World Series races
| Gara                           | Nazione     | Data         | Vincitore             | Vincitrice      |
| ------------------------------ | ----------- | ------------ | --------------------- | --------------- |
| Arles Tech Kilometre Vertical  | Francia     | 8 maggio     | Marco De Gasperi      | Mireia Miró     |
| Maratòn Alpina Zegama-Aizkorri | Spagna      | 29 maggio    | Kílian Jornet Burgada | Oihana Kortazar |
| Dolomites SkyRace              | Italia      | 24 luglio    | Luis Alberto Hernando | Mireia Miró     |
| Course de Sierre-Zinal         | Svizzera    | 14 agosto    | Marco De Gasperi      | Oihana Kortazar |
| Pikes Peak Ascent              | Stati Uniti | 20 agosto    | Mario Macias          | Kim Dobson      |
| Sentiero delle Grigne          | Italia      | 18 settembre | Tom Owens             | Emanuela Brizio |

Classifiche finali
Il punteggio totale si ottiene sommando i 4 punteggi migliori. Il punteggio dell'ultima gara viene raddoppiato per i primi 10 uomini e le prime 5 donne delle rispettive classifiche generali.
| Classificato | Atleta                | punti |
| ------------ | --------------------- | ----- |
| 1            | Luis Alberto Hernando | 371.6 |
| 2            | Mikhail Mamleev       | 346.4 |
| 3            | Jabi Olabarria        | 309.6 |

| Classificata | Atleta            | punti |
| ------------ | ----------------- | ----- |
| 1            | Oihana Kortazar   | 405.6 |
| 2            | Emanuela Brizio   | 376   |
| 3            | Stephanie Jimenez | 320   |

## 2012
Skyrunner World Series races
| Gara                           | Nazione     | Data       | Vincitore             | Vincitrice       |
| ------------------------------ | ----------- | ---------- | --------------------- | ---------------- |
| Maratòn Alpina Zegama-Aizkorri | Spagna      | 20 maggio  | Kílian Jornet Burgada | Oihana Kortazar  |
| Giir Di Mont Skymarathon       | Italia      | 29 luglio  | Kílian Jornet Burgada | Anna Frost       |
| Course de Sierre-Zinal         | Svizzera    | 12 agosto  | Marco De Gasperi      | Aline Camboulive |
| Pikes Peak Marathon            | Stati Uniti | 19 agosto  | Kílian Jornet Burgada | Emelie Forsberg  |
| Mount Kimbalu Climbathon       | Malaysia    | 14 ottobre | Kílian Jornet Burgada | Emelie Forsberg  |

Classifiche finali
Il punteggio totale si ottiene sommando i 4 punteggi migliori. Il punteggio dell'ultima gara viene raddoppiato per i primi 10 uomini e le prime 5 donne delle rispettive classifiche generali.
| Classificato | Atleta                | punti |
| ------------ | --------------------- | ----- |
| 1            | Kílian Jornet Burgada | 520   |
| 2            | Luis Alberto Hernando | 420   |
| 3            | Tom Owens             | 405   |

| Classificata | Atleta          | punti |
| ------------ | --------------- | ----- |
| 1            | Emelie Forsberg | 486   |
| 2            | Nuria Picas     | 426   |
| 3            | Silvia Serafini | 406   |

## 2013
Skyrunner World Series races
| Gara                           | Nazione     | Data       | Vincitore             | Vincitrice      |
| ------------------------------ | ----------- | ---------- | --------------------- | --------------- |
| Maratòn Alpina Zegama-Aizkorri | Spagna      | 26 maggio  | Kílian Jornet Burgada | Emelie Forsberg |
| Mont-Blanc Marathon            | Francia     | 30 giugno  | Kílian Jornet Burgada | Stevie Kremer   |
| Pikes Peak Marathon            | Stati Uniti | 18 agosto  | Toru Miyahara         | Stevie Kremer   |
| Matterhorn Ultraks             | Svizzera    | 24 agosto  | Kílian Jornet Burgada | Emelie Forsberg |
| Limone Extreme SkyRace         | Italia      | 13 ottobre | Kílian Jornet Burgada | Stevie Kremer   |

Classifiche finali
Il punteggio totale si ottiene sommando i 4 punteggi migliori. Il punteggio dell'ultima gara è aumentato del 20% per tutti i partecipanti.
| Classificato | Atleta                | punti |
| ------------ | --------------------- | ----- |
| 1            | Kílian Jornet Burgada | 320   |
| 2            | Luis Alberto Hernando | 254   |
| 3            | Alex Nichols          | 226.4 |

| Classificata | Atleta          | punti |
| ------------ | --------------- | ----- |
| 1            | Stevie Kremer   | 320   |
| 2            | Emelie Forsberg | 293.6 |
| 3            | Silvia Serafini | 226   |

## 2014
Skyrunner World Series - Categoria Sky
| Gara                           | Nazione  | Data       | Vincitore             | Vincitrice            |
| ------------------------------ | -------- | ---------- | --------------------- | --------------------- |
| Maratòn Alpina Zegama-Aizkorri | Spagna   | 25 maggio  | Kílian Jornet Burgada | Stevie Kremer         |
| Dolomites SkyRace              | Italia   | 20 luglio  | Kílian Jornet Burgada | Laura Orgué Vila      |
| Course de Sierre-Zinal         | Svizzera | 10 agosto  | Kílian Jornet Burgada | Stevie Kremer         |
| Matterhorn Ultraks             | Svizzera | 23 agosto  | Zaid Ait Malek        | Stevie Kremer         |
| Limone Extreme SkyRace         | Italia   | 11 ottobre | Mamu Petro            | Maite Maiora Elizondo |

Classifiche finali
Il punteggio totale si ottiene sommando i 4 punteggi migliori. Il punteggio dell'ultima gara è aumentato del 20% per tutti i partecipanti.
| Classificato | Atleta                | punti |
| ------------ | --------------------- | ----- |
| 1            | Kílian Jornet Burgada | 305,6 |
| 2            | Ionut Alin Zinca      | 226   |
| 3            | Zaid Ait Malek        | 224   |

| Classificata | Atleta                | punti |
| ------------ | --------------------- | ----- |
| 1            | Stevie Kremer         | 305,6 |
| 2            | Maite Maiora Elizondo | 276   |
| 3            | Elisa Desco           | 269,6 |

Skyrunner World Series - Categoria Ultra SkyMarathon
| Gara                 | Nazione     | Data         | Vincitore             | Vincitrice      |
| -------------------- | ----------- | ------------ | --------------------- | --------------- |
| Transvulcania        | Spagna      | 10 maggio    | Luis Alberto Hernando | Anna Frost      |
| Ice Trail Tarentaise | Francia     | 13 luglio    | François Dhaene       | Emelie Forsberg |
| Speedgoat            | Stati Uniti | 19 luglio    | Sage Canaday          | Anna Frost      |
| Kima Trophy          | Italia      | 31 agosto    | Kilian Jornet Burgada | Kasie Enman     |
| The Rut 50K          | Stati Uniti | 11 settembre | Kilian Jornet Burgada | Emelie Forsberg |

Classifiche finali
Il punteggio totale si ottiene sommando i 4 punteggi migliori. Il punteggio dell'ultima gara è aumentato del 20% per tutti i partecipanti.
| Classificato | Atleta                  | punti |
| ------------ | ----------------------- | ----- |
| 1            | Kilian Jornet Burgada   | 308   |
| 2            | Sage Canaday            | 283,6 |
| 3            | Manuel Merillas Moledeo | 249,6 |

| Classificata | Atleta          | punti |
| ------------ | --------------- | ----- |
| 1            | Emelie Forsberg | 308   |
| 2            | Anna Frost      | 293,6 |
| 3            | Kasie Enman     | 293,6 |

Skyrunner World Series - Categoria Vertical Kilometer
| Gara           | Nazione     | Data         | Vincitore             | Vincitrice        |
| -------------- | ----------- | ------------ | --------------------- | ----------------- |
| Transvulcania  | Spagna      | 8 maggio     | Bernard Dematteis     | Elisa Desco       |
| Bellvarde      | Francia     | 11 luglio    | Marco Moletto         | Laura Orgue Vila  |
| Dolomites      | Italia      | 18 luglio    | Urban Zemmer          | Laura Orgue Vila  |
| Lone Peak VK   | Stati Uniti | 12 settembre | Kilian Jornet Burgada | Stephanie Jimenez |
| Grèste Mughéra | Italia      | 10 ottobre   | Kilian Jornet Burgada | Christel Dewalle  |

Classifiche finali
Il punteggio totale si ottiene sommando i 4 punteggi migliori (tre gare della World Series e una della Continental Series). Il punteggio dell'ultima gara è aumentato del 20% per tutti i partecipanti.
| Classificato | Atleta                | punti |
| ------------ | --------------------- | ----- |
| 1            | Kilian Jornet Burgada | 298   |
| 2            | Marco Moletto         | 272   |
| 3            | Nejc Kuhar            | 253   |

| Classificata | Atleta               | punti |
| ------------ | -------------------- | ----- |
| 1            | Laura Orgué Vila     | 306,0 |
| 2            | Antonella Confortola | 260   |
| 3            | Stephanie Jimenez    | 254   |

## 2015
Skyrunner World Series - Categoria Sky
| Gara                   | Nazione     | Data        | Vincitore          | Vincitrice        |
| ---------------------- | ----------- | ----------- | ------------------ | ----------------- |
| Dolomites SkyRace      | Italia      | 19 luglio   | Tadei Pivk         | Megan Kimmel      |
| Matterhorn Ultraks 46K | Svizzera    | 22 agosto   | Martin Anthamatten | Elisa Desco       |
| The Rut 25K            | Stati Uniti | 5 settembre | Remi Bonnet        | Megan Kimmel      |
| Lantau 2 Peaks         | Cile        | 23 agosto   | Remi Bonnet        | Yngvild Kaspersen |
| Limone Extreme SkyRace | Italia      | 18 ottobre  | Remi Bonnet        | Laura Orgué Vila  |

Classifiche finali
Il punteggio totale si ottiene sommando i 4 punteggi migliori (tre gare della World Series e una della Continental Series). Il punteggio dell'ultima gara è aumentato del 20% per tutti i partecipanti.
| Classificato | Atleta                 | punti |
| ------------ | ---------------------- | ----- |
| 1            | Tadei Pivk             | 393,6 |
| 2            | Manuel Merillas Moledo | 357,6 |
| 3            | Martin Anthamatten     | 328,4 |

| Classificata | Atleta           | punti |
| ------------ | ---------------- | ----- |
| 1            | Laura Orgué Vila | 396,0 |
| 2            | Megan Kimmel     | 379,2 |
| 3            | Elisa Desco      | 364,4 |

Skyrunner World Series - Categoria Ultra SkyMarathon
| Gara           | Nazione     | Data         | Vincitore             | Vincitrice      |
| -------------- | ----------- | ------------ | --------------------- | --------------- |
| Transvulcania  | Spagna      | 9 maggio     | Luis Alberto Hernando | Emelie Forsberg |
| Mont Blanc 80K | Francia     | 26 giugno    | Alex Nichols          | Mira Rai        |
| Tromso         | Norvegia    | 2 agosto     | Jonathan Albon        | Emelie Forsberg |
| The Rut 50K    | Stati Uniti | 6 settembre  | Franco Colle          | Emelie Forsberg |
| Ultra Pirineu  | Spagna      | 19 settembre | Kilian Jornet Burgada | Emelie Forsberg |

Classifiche finali
Il punteggio totale si ottiene sommando i 4 punteggi migliori (tre gare della World Series e una della Continental Series). Il punteggio dell'ultima gara è aumentato del 20% per tutti i partecipanti.
| Classificato | Atleta                  | punti |
| ------------ | ----------------------- | ----- |
| 1            | Luis Alberto Hernando   | 362,4 |
| 2            | Cristofer Clemente Mora | 311,6 |
| 3            | Franco Colle            | 310   |

| Classificata | Atleta            | punti |
| ------------ | ----------------- | ----- |
| 1            | Emelie Forsberg   | 420   |
| 2            | Mira Rai          | 393,6 |
| 3            | Anna Comet Pascua | 325,6 |

Skyrunner World Series - Categoria Vertical Kilometer
| Gara            | Nazione     | Data        | Vincitore           | Vincitrice       |
| --------------- | ----------- | ----------- | ------------------- | ---------------- |
| Face Bellevarde | Francia     | 10 giugno   | François Gonon      | Laura Orgue Vila |
| Dolomites VK    | Italia      | 17 luglio   | Philip Goetsch      | Christel Dewalle |
| Tromso VK       | Norvegia    | 31 luglio   | Stian Angermund-Vik | Emelie Forsberg  |
| Lone Peak VK    | Stati Uniti | 4 settembre | Remi Bonnet         | Laura Orgue Vila |
| Limone Extreme  | Italia      | 15 ottobre  | Remi Bonnet         | Christel Dewalle |

Classifiche finali
Il punteggio totale si ottiene sommando i 4 punteggi migliori (tre gare della World Series e una della Continental Series). Il punteggio dell'ultima gara è aumentato del 20% per tutti i partecipanti.
| Classificato | Atleta         | punti |
| ------------ | -------------- | ----- |
| 1            | Remi Bonnet    | 376   |
| 2            | Nejc Kuhar     | 282   |
| 3            | Ferran Teixido | 282   |

| Classificata | Atleta            | punti |
| ------------ | ----------------- | ----- |
| 1            | Laura Orgué Vila  | 366,0 |
| 2            | Yngvild Kaspersen | 324,4 |
| 3            | Maite Maiora      | 317,6 |

## 2016
Skyrunner World Series - Categoria Sky
| Gara                           | Nazione     | Data        | Vincitore        | Vincitrice        |
| ------------------------------ | ----------- | ----------- | ---------------- | ----------------- |
| Yading Skyrun                  | Cina        | 30 aprile   | Bhim Gurung      | Megan Kimmel      |
| Maratòn Alpina Zegama-Aizkorri | Spagna      | 22 maggio   | Kilian Jornet    | Yngvild Kaspersen |
| Livigno SkyMarathon            | Italia      | 19 luglio   | Tadei Pivk       | Elisa Desco       |
| Dolomites SkyRace              | Italia      | 19 luglio   | Tadei Pivk       | Laura Orgue       |
| SkyRace Comapedrosa            | Andorra     | 19 luglio   | Tom Owens        | Laura Orgue       |
| Matterhorn Ultraks 46K         | Svizzera    | 22 agosto   | Marc Lauenstein  | Megan Kimmel      |
| The Rut 28K                    | Stati Uniti | 5 settembre | Hassan Ait Chaou | Megan Kimmel      |
| Limone Extreme SkyRace         | Italia      | 18 ottobre  | Alexis Sévennec  | Megan Kimmel      |

Classifiche finali
Il punteggio totale si ottiene sommando i 4 punteggi migliori. Il punteggio dell'ultima gara è aumentato del 20% per tutti i partecipanti.
| Classificato | Atleta           | punti |
| ------------ | ---------------- | ----- |
| 1            | Tadei Pivk       | 356   |
| 2            | Hassan Ait Chaou | 323,6 |
| 3            | Kiril Nikolov    | 284,6 |

| Classificata | Atleta            | punti |
| ------------ | ----------------- | ----- |
| 1            | Megan Kimmel      | 420   |
| 2            | Laura Orgué Vila  | 383,6 |
| 3            | Yngvild Kaspersen | 286   |

Skyrunner World Series - Categoria Extreme
| Gara             | Nazione     | Data         | Vincitore      | Vincitrice      |
| ---------------- | ----------- | ------------ | -------------- | --------------- |
| Tromso SkyRace   | Norvegia    | 6 agosto     | Tom Owens      | Jasmine Paris   |
| Trofeo Kima      | Italia      | 28 agosto    | Bhim Gurung    | Emelie Forsberg |
| Glen Coe Skyline | Regno Unito | 22 settembre | Jonathan Albon | Jasmin Paris    |

Classifiche finali
Il punteggio totale si ottiene sommando i 2 punteggi migliori. Il punteggio dell'ultima gara è aumentato del 20% per tutti i partecipanti.
| Classificato | Atleta         | punti |
| ------------ | -------------- | ----- |
| 1            | Jonathan Albon | 208   |
| 2            | Tom Owens      | 205,6 |
| 3            | Finlay Wild    | 164,4 |

| Classificata | Atleta                | punti |
| ------------ | --------------------- | ----- |
| 1            | Jasmine Paris         | 220   |
| 2            | Malene Blikken Haukoy | 193,6 |
| 3            | Ruth Croft            | 172   |

Skyrunner World Series - Categoria Ultra SkyMarathon
| Gara                        | Nazione     | Data         | Vincitore             | Vincitrice        |
| --------------------------- | ----------- | ------------ | --------------------- | ----------------- |
| Transvulcania Ultramarathon | Spagna      | 7 maggio     | Luis Alberto Hernando | Ida Nilsson       |
| Ultra SkyMarathon Madeira   | Portogallo  | 4 giugno     | Cristofer Clemente    | Gemma Arenas      |
| High Trail Vanoise          | Francia     | 10 luglio    | Nicolas Martin        | Anne-Lise Rousset |
| The Rut 50K                 | Stati Uniti | 4 settembre  | Cristofer Clemente    | Ida Nilsson       |
| Ultra Pirineu               | Spagna      | 24 settembre | Miguel Heras          | Gemma Arenas      |

Classifiche finali
Il punteggio totale si ottiene sommando i 3 punteggi migliori. Il punteggio dell'ultima gara è aumentato del 20% per tutti i partecipanti.
| Classificato | Atleta                  | punti |
| ------------ | ----------------------- | ----- |
| 1            | Luis Alberto Hernando   | 362,4 |
| 2            | Cristofer Clemente Mora | 311,6 |
| 3            | Franco Colle            | 310   |

| Classificata | Atleta            | punti |
| ------------ | ----------------- | ----- |
| 1            | Gemma Arenas      | 290   |
| 2            | Anne-Lise Rousset | 276   |
| 3            | Hillary Allen     | 271,6 |

Skyrunner World Series - Categoria Vertical Kilometer
| Gara              | Nazione     | Data        | Vincitore           | Vincitrice       |
| ----------------- | ----------- | ----------- | ------------------- | ---------------- |
| Transvulcania VK  | Spagna      | 5 maggio    | Saul Padua          | Emily Collinge   |
| Santa Caterina VK | Italia      | 24 giugno   | Philip Goetsch      | Christel Dewalle |
| Face Bellevarde   | Francia     | 8 luglio    | Xavier Gachet       | Laura Orgue Vila |
| Dolomites VK      | Italia      | 15 luglio   | Philip Goetsch      | Laura Orgué      |
| Tromso VK         | Norvegia    | 5 agosto    | Stian Angermund-Vik | Emelie Forsberg  |
| Lone Peak VK      | Stati Uniti | 2 settembre | Ondrej Fejfar       | Laura Orgue Vila |
| Limone Extreme    | Italia      | 14 ottobre  | Philip Goetsch      | Christel Dewalle |

Classifiche finali
Il punteggio totale si ottiene sommando i 4 punteggi migliori. Il punteggio dell'ultima gara è aumentato del 20% per tutti i partecipanti.
| Classificato | Atleta            | punti |
| ------------ | ----------------- | ----- |
| 1            | Philip Goetsch    | 320   |
| 2            | Jan Margarit Solé | 290,4 |
| 3            | Ferran Teixido    | 290   |

| Classificata | Atleta           | punti |
| ------------ | ---------------- | ----- |
| 1            | Christel Dewalle | 408   |
| 2            | Laura Orgué Vila | 358   |
| 3            | Maria Zorroza    | 220,8 |

## 2017
Skyrunner World Series - Categoria Sky Classic
| Gara                           | Nazione     | Data         | Vincitore        | Vincitrice           |
| ------------------------------ | ----------- | ------------ | ---------------- | -------------------- |
| Yading Skyrun                  | Cina        | 2 maggio     | Bhim Gurung      | Megan Kimmel         |
| Maratòn Alpina Zegama-Aizkorri | Spagna      | 28 maggio    | Stian Angermund  | Maite Maiora         |
| Livigno SkyMarathon            | Italia      | 18 giugno    | Tadei Pivk       | Maite Maiora         |
| Olympus Marathon               | Grecia      | 24 giugno    | Aritz Egea       | Ragna Debats         |
| Buff Epic Trail 42K            | Spagna      | 8 luglio     | Eugeni Gil Ocaña | Oihana Azkorbebeitia |
| Dolomites SkyRace              | Italia      | 22 luglio    | Jan Margarit     | Laura Orgué          |
| SkyRace Comapedrosa            | Andorra     | 19 luglio    | Jan Margarit     | Sheila Aviles        |
| Matterhorn Ultraks 46K         | Svizzera    | 26 agosto    | Marco De Gasperi | Ragna Debats         |
| The Rut 28K                    | Stati Uniti | 2 settembre  | Aritz Egea       | Laura Orgué          |
| Ring of Steall SkyRace         | Regno Unito | 16 settembre | Stian Angermund  | Laura Orgué          |
| Limone Extreme SkyRace         | Italia      | 14 ottobre   | Marco De Gasperi | Tove Alexandersson   |

Classifiche finali
Il punteggio totale si ottiene sommando i 5 punteggi migliori. Il punteggio di tre gare, inclusa la finale, è aumentato del 20% per tutti i partecipanti.
| Classificato | Atleta           | punti |
| ------------ | ---------------- | ----- |
| 1            | Marco De Gasperi | 511,6 |
| 2            | Aritz Egea       | 462,4 |
| 3            | Jan Margarit     | 455,6 |

| Classificata | Atleta        | punti |
| ------------ | ------------- | ----- |
| 1            | Sheila Aviles | 449,6 |
| 2            | Laura Orgué   | 416,8 |
| 3            | Ragna Debats  | 401,6 |

Skyrunner World Series - Categoria Sky Extreme
| Gara                    | Nazione     | Data         | Vincitore      | Vincitrice      |
| ----------------------- | ----------- | ------------ | -------------- | --------------- |
| Royal Ultra SkyMarathon | Italia      | 16 luglio    | Bhim Gurung    | Maite Maiora    |
| Tromso SkyRace          | Norvegia    | 5 agosto     | Jonathan Albon | Maite Maiora    |
| Glen Coe Skyline        | Regno Unito | 15 settembre | Kilian Jornet  | Emelie Forsberg |

Classifiche finali
Il punteggio totale si ottiene sommando i 2 punteggi migliori. Il punteggio della Tromso SkyRace è aumentato del 20% per tutti i partecipanti.
| Classificato | Atleta         | punti |
| ------------ | -------------- | ----- |
| 1            | Jonathan Albon | 208   |
| 2            | Bhim Gurung    | 205,6 |
| 3            | André Jonsson  | 153   |

| Classificata | Atleta               | punti |
| ------------ | -------------------- | ----- |
| 1            | Maite Maiora         | 220   |
| 2            | Ragna Debats         | 183,6 |
| 3            | Malene Blikke Haukoy | 154   |

Skyrunner World Series - Categoria Sky Ultra
| Gara                        | Nazione     | Data         | Vincitore                               | Vincitrice       |
| --------------------------- | ----------- | ------------ | --------------------------------------- | ---------------- |
| Transvulcania Ultramarathon | Spagna      | 13 maggio    | Timothy Freriks                         | Ida Nilsson      |
| Ultra SkyMarathon Madeira   | Portogallo  | 4 giugno     | Jonathan Albon                          | Hillary Allen    |
| Scenic Trail K113           | Svizzera    | 9 giugno     | Matthias Dippacher Stephan Hugenschmidt | Francesca Canepa |
| High Trail Vanoise          | Francia     | 8 luglio     | Luis Alberto Hernando                   | Megan Kimmel     |
| The Rut 50K                 | Stati Uniti | 3 settembre  | Luis Alberto Hernando                   | Ragna Debats     |
| Devil's Ridge               | Cina        | 9 settembre  | Minh Qi                                 | Francesca Canepa |
| Ben Nevis Ultra             | Regno Unito | 16 settembre | Donald Campbell                         | Mira Rai         |
| Ultra Pirineu               | Spagna      | 23 settembre | Pablo Villa                             | Maite Maiora     |

Classifiche finali
Il punteggio totale si ottiene sommando i 3 punteggi migliori. Il punteggio di due gare è aumentato del 20% per tutti i partecipanti.
| Classificato | Atleta                 | punti |
| ------------ | ---------------------- | ----- |
| 1            | Luis Alberto Hernando  | 305   |
| 2            | Aurélien Dunand-Pallaz | 271,6 |
| 3            | Dmitry Mityaev         | 259,6 |

| Classificata | Atleta           | punti |
| ------------ | ---------------- | ----- |
| 1            | Ragna Debats     | 295,6 |
| 2            | Hillary Allen    | 262   |
| 3            | Francesca Canepa | 257,6 |

Skyrunner World Series - Overall
Classifiche finali
Il punteggio totale si ottiene sommando i 5 punteggi migliori. Per entrare in classifica occorre almeno un risultato per ogni categoria (Sky Classic, Sky Ultra, Sky Extreme)
| Classificato | Atleta         | punti |
| ------------ | -------------- | ----- |
| 1            | Jonathan Albon | 438,8 |
| 2            | Pere Aurell    | 360,2 |
| 3            | André Jonsson  | 356   |

| Classificata | Atleta       | punti |
| ------------ | ------------ | ----- |
| 1            | Maite Maiora | 540   |
| 2            | Ragna Debats | 539,2 |
| 3            | Megan Kimmel | 434,8 |

## 2018
Skyrunner World Series - Categoria Sky Classic
| Gara                           | Nazione     | Data        | Vincitore              | Vincitrice         |
| ------------------------------ | ----------- | ----------- | ---------------------- | ------------------ |
| Yading Skyrun                  | Cina        | 2 maggio    | Oscar Casal Mir        | Holly Page         |
| Maratòn Alpina Zegama-Aizkorri | Spagna      | 28 maggio   | Rémi Bonnet            | Ida Nilsson        |
| Livigno SkyMarathon            | Italia      | 18 giugno   | Petter Engdahl         | Laura Orgué        |
| Olympus Marathon               | Grecia      | 24 giugno   | Dimitris Theodorakakos | Lina El Kott       |
| Buff Epic Trail 42K            | Spagna      | 8 luglio    | Marc Pinsach           | Holly Page         |
| Dolomites SkyRace              | Italia      | 22 luglio   | Stian Angermund        | Laura Orgué        |
| SkyRace Comapedrosa            | Andorra     | 19 luglio   | Kilian Jornet Burgada  | Lina El Kott       |
| Matterhorn Ultraks 46K         | Svizzera    | 26 agosto   | Martin Anthamatten     | Virginia Pérez     |
| The Rut 28K                    | Stati Uniti | 2 settembre | Pascal Egli            | Holly Page         |
| Limone Extreme SkyRace         | Italia      | 14 ottobre  | Davide Magnini         | Tove Alexandersson |

Classifiche finali
Il punteggio totale si ottiene sommando i 5 punteggi migliori. Il punteggio di tre gare, inclusa la finale, è aumentato del 50% per tutti i partecipanti.
| Classificato | Atleta         | punti |
| ------------ | -------------- | ----- |
| 1            | Pascal Egli    | 407   |
| 2            | Petter Engdahl | 375   |
| 3            | Marc Casal Mir | 325   |

| Classificata | Atleta       | punti |
| ------------ | ------------ | ----- |
| 1            | Holly Page   | 462   |
| 2            | Lina El Kott | 454   |
| 3            | Laura Orgué  | 450   |

Skyrunner World Series - Categoria Sky Extra
| Gara                        | Nazione     | Data         | Vincitore             | Vincitrice         |
| --------------------------- | ----------- | ------------ | --------------------- | ------------------ |
| Transvulcania Ultramarathon | Spagna      | 13 maggio    | Pere Aurell           | Ida Nilsson        |
| Ultra SkyMarathon Madeira   | Portogallo  | 4 giugno     | Jonathan Albon        | Ragna Debats       |
| High Trail Vanoise          | Francia     | 8 luglio     | Dmitry Mityaev        | Ragna Debats       |
| Tromso SkyRace              | Norvegia    | 5 agosto     | Jonathan Albon        | Hillary Gerardi    |
| Trofeo Kima                 | Italia      | 16 luglio    | Kilian Jornet Burgada | Hillary Gerardi    |
| Glen Coe Skyline            | Regno Unito | 15 settembre | Kilian Jornet Burgada | Hillary Gerardi    |
| Ultra Pirineu               | Spagna      | 23 settembre | Jessed Hernandez      | Ekaterina Mityaeva |
| Pirin Ultra                 | Bulgaria    | 23 settembre | Pere Aurell           | Brittany Peterson  |

Classifiche finali
Il punteggio totale si ottiene sommando i 4 punteggi migliori. Il punteggio di due gare è aumentato del 50% per tutti i partecipanti.
| Classificato | Atleta         | punti |
| ------------ | -------------- | ----- |
| 1            | Pere Aurell    | 385   |
| 2            | Dmitry Mityaev | 355   |
| 3            | André Jonsson  | 290   |

| Classificata | Atleta            | punti |
| ------------ | ----------------- | ----- |
| 1            | Hillary Gerardi   | 440   |
| 2            | Ragna Debats      | 393   |
| 3            | Brittany Peterson | 332   |

Skyrunner World Series - Overall
Classifiche finali
Il punteggio totale si ottiene sommando i 4 punteggi migliori, massimo due per categoria (Sky Classic, Sky Extra). 
| Classificato | Atleta                | punti |
| ------------ | --------------------- | ----- |
| 1            | Kilian Jornet Burgada | 472   |
| 2            | Petter Engdahl        | 327   |
| 3            | Jonathan Albon        | 250   |

| Classificata | Atleta          | punti |
| ------------ | --------------- | ----- |
| 1            | Ragna Debats    | 442   |
| 2            | Hillary Gerardi | 390   |
| 3            | Lina El Kott    | 310   |

## 2019
Skyrunner World Series
| Gara                                | Nazione    | Data         | Vincitore                 | Vincitrice      |
| ----------------------------------- | ---------- | ------------ | ------------------------- | --------------- |
| Mt. Awa SkyRace                     | Giappone   | 21 aprile    | Ruy Ueda                  | Elisa Desco     |
| Yading Skyrun                       | Cina       | 4 maggio     | Jiae Erenjia              | Megan Kimmel    |
| Transvulcania Ultramarathon         | Spagna     | 11 maggio    | Thibaut Garrivier         | Ragna Debats    |
| SkyRace des Matheysins              | Francia    | 19 maggio    | Bartolomiej Przedwojewski | Elena Rukhliada |
| Madeira SkyRace                     | Portogallo | 1 giugno     | Pere Aurell               | Maria Koller    |
| Livigno SkyMarathon                 | Italia     | 15 giugno    | Ruy Ueda                  | Sheila Aviles   |
| Olympus Marathon                    | Grecia     | 29 giugno    | Zaid Ait Malek            | Elisa Desco     |
| Buff Epic Trail 42K                 | Spagna     | 14 luglio    | Oriol Cardona             | Sheila Aviles   |
| Royal Ultra SkyMarathon             | Italia     | 21 luglio    | Cristian Minoggio         | Ragna Debats    |
| SkyRace Comapedrosa                 | Andorra    | 28 luglio    | Jan Margarit              | Sheila Aviles   |
| Tromso SkyRace                      | Norvegia   | 3 agosto     | Jonathan Albon            | Johanna Åström  |
| Matterhorn Ultraks Extreme          | Svizzera   | 23 agosto    | Daniel Antonioli          | Johanna Åström  |
| ZacUp SkyRace                       | Italia     | 15 settembre | Jean Baptiste Simukeka    | Denisa Dragomir |
| Pirin Ultra                         | Bulgaria   | 22 settembre | Beñat Marmissolle         | Ragna Debats    |
| Sky Pirineu                         | Spagna     | 5 ottobre    | Jan Margarit              | Ainhoa Sanz     |
| SkyMasters - Limone Extreme SkyRace | Italia     | 19 ottobre   | Ruy Ueda                  | Denisa Dragomir |

Il punteggio totale si ottiene sommando i 4 punteggi migliori e il risultato degli SkyMasters. 
| Classificato | Atleta         | punti |
| ------------ | -------------- | ----- |
| 1            | Ruy Ueda       | 740   |
| 2            | Oriol Cardona  | 700   |
| 3            | Jonathan Albon | 600   |

| Classificata | Atleta        | punti |
| ------------ | ------------- | ----- |
| 1            | Sheila Aviles | 780   |
| 2            | Ragna Debats  | 655   |
| 3            | Elisa Desco   | 600   |